# Unitat pel Socialisme
Unitat pel Socialisme (Unidad por el Socialismo) fue una coalición electoral formada en Cataluña para concurrir a las elecciones autonómicas catalanas en 1980 por el Partit dels Treballadors de Catalunya (federación catalana del Partido de los Trabajadores de España), la Lliga Comunista Revolucionària, el Moviment Comunista de Catalunya, la Organización Comunista de España (Bandera Roja), las cuatro principales organizaciones de extrema izquierda de la época. Su candidato a la presidencia de la Generalidad de Cataluña era Manuel Gracia Luño, del PTC.
Sus resultados fueron discretos: obtuvo 33 086 votos, 1,22 % y ningún escaño, la novena fuerza política Poco después el PTE se disolvía y la coalición no volvió a revalidarse.